# Moerckia hibernica
Moerckia hibernica là một loài rêu trong họ Pallaviciniaceae. Loài này được (Hook.) Gottsche mô tả khoa học đầu tiên năm 1860.